# متشردا في باريس ولندن
«متشردًا في باريس ولندن» هو أول عمل مكتمل الطول للمؤلف الإنجليزي جورج أورويل، نُشر في عام 1933. وهو عبارة عن مذكرات مُقسمة إلى جزئين تناقش قضية الفقر في المدينتين. الجزء الأول يروي حياة الفقر المدقع التي عاشها المؤلف في باريس، والتجربة التي خاضها عندما اضطر للعمل بالتعاقد في مطابخ المطاعم. أما الجزء الثاني فهو توثيق لحياة الترحال في طرق لندن وما حولها من منظور متشرد، ووصف ضروب الحانات المتاحة لمبيت المتشردين، وتصوير حياة بعض الشخصيات المهمشة.

## خلفية
بعدما تخلى أورويل عن عمله شرطيًا في بورما ليصبح كاتبًا، انتقل للعيش في غرفات طريق بورتبلو في لندن في نهاية عام 1927 وهو بعمر الرابعة والعشرين. ساهم أورويل بالكتابة في عدة صحف مختلفة، وفي ذات الوقت قام ببضعة رحلات استقصائية للتحري عن مشكلة الفقر داخل لندن وما حولها، وجمع الأدلة والملاحظات ليستعين بها في كتابة أول مقالة منشورة له «ذا سبايك»، والنصف الثاني من «متشردًا في باريس ولندن». وفي ربيع عام 1928 انتقل إلى باريس ومكث في 6 شارع رو دو بوديفير في الحي اللاتيني، وهو حي بوهيمي ذو نكهة كوزموبوليتية. قضى بعض الكتاب الأمريكيون -مثل إرنست همينغوي وفرنسيس سكوت فيتسجيرالد- حياتهم في نفس المنطقة.[بحاجة لمصدر] ظهر مجتمع كبير من المهاجرين الروس في باريس عقب الثورة الروسية. عاشت عمة أورويل، نيلي ليموزين، في باريس هي الأخرى، وساندته اجتماعيًا وماليًا كلما اقتضت الحاجة. كانت حياة أورويل نشطة اجتماعيًا ومليئة بالأحداث، إذ أنفق وقته في تلك الفترة في كتابة رواياته ونشر عدة مقالات في الصحف الفرنسية الريادية.
مَرِض أورويل مرضًا شديدًا في مارس 1929، وبعدها بوقت قصير سُرق ماله من محل إقامته. ومن الراجح أن اللص لم يكن ذاته الشاب الإيطالي المذكور في الكتاب. ففي رواية لاحقة ذكر المؤلف أن السرقة كانت من فعل عاهرة شابة قابلها أورويل واحضرها إلى مأواه، وذُكر أن «أورويل اضطر إلى إخفاء تفاصيل تلك المغامرة احترامًا لأحاسيس والداه. وأيًا كان من تسبب في فقره فقد صنع له معروفًا، إذ أثمرت آخر عشرة أسابيع قضاها في باريس عن نشر أول كتاب له». وبعدها انشغل أورويل بغسل الصحون في المطاعم إما لفك كربته أو لجمع محتويات كتابه. وفي أغسطس 1929 أرسل أورويل نسخة من مقالة «ذا سبايك» إلى مجلة أديلفي في لندن، ووافقت المجلة على نشرها. غادر أورويل باريس في ديسمبر 1929 وعاد إلى إنجلترا، ثم اتجه مباشرة إلى منزل والديه في ساوثولد. وفي وقت لاحق عمل معلمًا خاصًا لطفل عاجز، واستمر كذلك في القيام برحلات التشرد التي آلت به في النهاية إلى العمل في حقول الجنجل في مقاطعة كنت في شهري أغسطس وسبتمبر من عام 1931. بعد انقضاء مغامرته انتهى به الحال نائمًا على أحد أسرة شارع تولي الذي كان يضايقه بشدة حتى أنه طلب بعض المال من والداه كي يمكث في مأوى أكثر راحة.

## الحقيقة والواقع
تتمحور أحد النقاشات المحيطة برواية «متشردًا في باريس ولندن» عن ما إذا كانت أحداثها أحداثًا حقيقية عاشها المؤلف أم أن جزءًا منها من نسج الخيال. كتب أورويل في مقدمة الطبعة الفرنسية لعام 1935: «لا أظن أنني بالغت في وصف أي شيء في تلك الرواية إلا كما يفعل كل الروائيين بانتقاء أحداث بعينها. لم أرى جدوى من وصف الأحداث بنفس الترتيب الذي وقعت به بالفعل، فكل ما ذكرت حدث في وقت ما أو آخر». وفي الفصل الرابع والعشرين من الواضح أن أورويل «شوه الحقائق عندما ادعى أنه فور عودته من باريس وجد نفسه متشردًا في لندن وأنه لم يكن يدري كيف يحصل على سرير بثمن زهيد. هذا السرد يؤدي إلى تصاعد التوتر بكل تأكيد، ولكن الحقيقة أن أورويل قد انتهى بالفعل من أول مقالة له (ذا سبايك) أثناء مكوثه في باريس، ووصف فيها الليلة التي قضاها في حانة نوتينغ هيل للمتشردين. إذًا فقد قضى أورويل حياته وسط المتشردين بمحض إرادته لفترة من الزمن قبل رحيله من إنجلترا».

## وصلات خارجية
- متشردا في باريس ولندن على موقع الموسوعة البريطانية (الإنجليزية)

- آراء القراء على موقع أبجد حول رواية متشردا في باريس ولندن
- صفحة رواية متشردا في باريس ولندن على موقع جود ريدز